# Stjärna (symbol)

En femuddig stjärna av normalt utseende

EU-flaggan har gula stjärnor på blå bakgrund

Röd stjärna som symbol för socialismen

Stjärna är en symbol som ofta har en positiv innebörd. Ofta är det en symbol för med religiöst ursprung och då kopplat till kristendom och Bibeln. En anledning till detta kan vara symboliken med den så kallade Betlehemsstjärnan, som enligt Bibelns berättelse syntes då Jesus föddes. På en gravsten syns det ibland en stjärnsymbol där det står vilket datum eller år personen föddes (och ett kors för det datum eller år personen dog). Betlehemsstjärnan har gjort stjärnor till en symbol för advent, Lucia och jul, en tid på året som på norra halvklotet förknippas med stjärnklara vinterkvällar. Man tänder adventsstjärna i fönstret, och i Luciatågen har stjärngossarna pinnar med "stjärnor" på. Högst upp i julgranen sätts ofta en stjärnsymbol, vilket bland annat besjungs i julsången "Raska fötter". En femuddig stjärna avbildas nästan alltid med spetsen uppåt. Det är också åt det håll som stjärnan brukar anses som positiv. I vissa fall avbildas den dock med spetsen nedåt men detta ogillas av många då det kan upplevas som en satanistisk symbol. Därför anses det av många som viktigt att stjärnan ska avbildas med spetsen uppåt för att undvika missförstånd, men det är inte alla som tänker på det, så det är inte ovanligt att adventsstjärnor hänger upp och ner i fönstren. Den vanligaste färgen är gul men även vit är en vanlig färg. Bakgrunden brukar ofta vara blå. Gul eller vit stjärna mot blå bakgrund får symbolik med stjärnor mot en himmel. Exempel med stjärnor på blå bakgrund kan ses på EU-flaggan som har gula stjärnor på blå bakgrund eller USA:s flagga som har 50 vita stjärnor på blå bakgrund, och symboliserar USA:s delstater. Stjärnor avbildas dock ofta i andra färger också.
Inom framför allt underhållningsbranschen benämns ofta de mest framgångsrika inom sin inriktning som stjärnor, till exempel talas det om fotbollsstjärnor, ishockeystjärnor, popstjärnor, rockstjärnor och dansbandsstjärnor.
Stjärna som femuddig symbol är mycket vanligt, vilket antas ha lett till en allmän uppfattning till att verkliga stjärnor ser ut så, medan de i själva verket är gasklot och Solen är en stjärna.

## Heraldik
Stjärnor förekommer ofta inom heraldiken. Antalet uddar är mellan 4 och 8 och anges i blasoneringen. Normalt har stjärnor en udd uppåt. Fem- och sjuuddiga stjärnor kan även vändas så att en spets pekar nedåt, de blasoneras då som störtade.

## Fotboll
En mästerskapsstjärna är en stjärna som placeras i anslutning till klubbemblemet på fotbollströjor för att symbolisera antalet mästerskapsvinster eller ligavinster. Traditionen började i Italien där Juventus FC spelade med en stjärna år 1958 efter att ha vunnit tio titlar. Brasilien var det första landslaget som använde systemet och började spela med tre stjärnor ovanför landslagsemblemet efter sin tredje vinst i VM 1970.

## Politik
Röd stjärna används till exempel ofta i politiska syften. Det är socialism eller kommunism som kan avbildas i form av röd stjärna. En annan variant som förekommer inom socialismen eller kommunismen är gul stjärna mot röd bakgrund. Exempel på detta kan ses på Vietnams flagga.
Det finns många olika färger på stjärnorna som också varierar dess budskap:
- Röd - Socialism, Kommunism
- Svart - Anarkism
- Grön - Ekologism, Esperanto
- Lila - Feminism

Dessa färger kombineras ofta parvis för att ge olika innebörder, till exempel så betyder den rödsvarta stjärnan frihetlig socialism medan den lilasvarta innebär anarkafeminism.

Israels flagga har en blå davidsstjärna på vit bakgrund.
Marockos flagga har en grön stjärna på röd bakgrund.
Azerbajdzjans statsvapen har en åttauddig stjärna.
Försvarsalliansen NATO har en fyruddig stjärna som symbol.